# Čudni vitez
Čudni vitez je fantastična pripoved Janje Vidmar. Izšla je leta 1999 pri založbi Karantanija.

### Zgodba
Bor je obiskoval tretji razred osnovne šole. V prostem času je obiskoval treninge bejzbola. Pri igri ni bil preveč dober, zato so ga soigralci tudi zelo radi zasmehovali. Vsakič po treningu je hitro odšel domov.
Nekega dne so se odpravili na izlet na Ljubljanski grad. Navdušil se je nad vitezi. Tudi sam je hotel vedeti, kako je bilo v tistih časih. Po nekem treningu se je odpravil nazaj na Ljubljanski grad. Tam se je bojeval z navideznimi vitezi. Njegovo igro pa je zmotil plezalec, ki je hotel steno uporabiti za plezanje. Tako se je Bor odpravil domov. 
Doma je zašel v težave, ker je pozno prihajal domov. Starša z njim nista bila veliko časa, saj sta imela vedno opravke v službi. Tokrat sta se odpravila ven, Bor pa je ostal sam doma. Po televiziji je gledal film o vitezih. Nato se je zopet igral viteza. Igro je prekinil telefonski klic. Bila je mama, ki je preverjala, če že spi. Bor se je odpravil v posteljo. Nenadoma pa je nekaj zaropotalo. Prevrnila se je mamina vaza. Od nje se je zlomil en majhen košček. Bor ga je poskušal prilepiti, vendar se je še vedno opazilo, da je bila polomljena. 
Odšel je nazaj spat. Iz spanca ga je prebudil dotik po roki. Pogledal je in zagledal viteza v kovinski opravi. Bor si ga je dodobra ogledal. Odšel je spat, vitez pa je popravil vazo. Naslednji dan je bil Bor kar dobro prestrašen. Ni mogel verjeti, da je videl duha. Vendar se vitez kar nekaj dni ni več pojavil. 
Bor se je odpravil zopet na grad. Po poti mu je spustila zračnica. Hotel jo je popraviti, vendar mu ni šlo. Želel si je, da bi lahko poklical očeta. Ker je vedel, da to ni mogoče, se je odločil in poklical viteza Langobarda. Ta se je res pojavil. Popravil mu je zračnico. Kasneje je še Bora sprejel v red Rožnatih vitezov. Še nekaj časa potem, sta se skupaj vozila s kolesom. Zabavala sta se. 
Vendar pa je bil Bor zopet pozno doma. Starša sta se začela kregati, kje se potika toliko časa. Celotno situacijo je rešil vitez. Starša sta pozabila kaj so se kregali in vse je bilo pozabljeno. 
Zopet je bil na vrsti trening. Tokrat ga mora oče odpeljati na trening in ga tudi pripeljati nazaj domov. Skupaj se usedeta v avto. Zaradi viteza je pogovor nanesel na avtomobile. Takrat sta se Bor in njegov oče počutila kot dobra prijatelja. Oče ga je odpeljal na trening in mu rekel, da ga kasneje pobere, mami pa bosta rekla, da je tudi spremljal trening. Boru je šlo na treningu zelo dobro. Vse skupaj pa je zopet uničil vitez. Zmotil ga je med igro. Bor se je na vsak način poskušal rešiti viteza, vendar ni šlo. Ugotovil je, da mu je bilo mnogo lepše, preden se je pojavil on. Na poti domov je zopet zašel v težave pri pogovoru, saj je le Bor lahko videl in slišal viteza. Mati je hotela njihov odnos rešiti. Hotela je, da gredo naslednji dan skupaj na ribolov. 
Vitez mu je rekel, da bo odšel, če bo Bor skril očetovo denarnico in preluknjal gume na avtu, ko bodo na ribolovu. Tako je Bor vzel očetovo denarnico. Ko so že bili za Savo, se je Bor odpravil na stranišče. Med tem časom je preluknjal gume. Ko se je pa odpravljal nazaj na breg, mu je pa po pomoti padla iz žepa denarnica. Takrat je oče popolnoma izgubil živce. Bor je vso jezo spravil na viteza in ga krivil, da je on vsega kriv. Med tem se je spotaknil in se udaril v glavo. Obležal je v nezavesti. Oče ga je hitro hotel odnesti v bolnišnico, vendar je opazil prazno gumo. Tako je odšel štopat, mati pa je zamenjala gumo in odšla kasneje za njima. 
Po nekaj dneh se je Bor vrnil domov. Priznal je, da je on preluknjal gumo. Doma pa ga je čakalo presenečenje. Dobil je psa, Vitez pa se ni nikoli več pojavil.